# ビートホテル
ビートホテル（Beat Hotel）は、パリのカルチエ・ラタンのジートルクール通り9番地にあった全42室の小さなホテルである。主に20世紀半ばのビート・ジェネレーションの詩人たちの住居として知られていた。

## 概要
このホテルは「13等級」という最下級のホテルで、最低限の健康と安全基準を満たすことのみが法律で義務付けられている場所だった。「ビートホテル」という名称は、グレゴリー・コーソがつけたニックネームで、これが定着したものである。各客室の窓は内部の階段に面していて、あまり光が入らない。お湯が出るのは木・金・土曜日の週3日間のみである。事前に時間を予約して、お湯の追加料金を支払えば、1階にある唯一のバスタブで入浴することができた。カーテンとベッドカバーは毎年春に交換・洗濯された。リネン類は（原則として）月1回交換されていた。
ビートホテルは、1933年からラシュー(Rachou)夫妻が経営していた。1957年に夫が交通事故で亡くなった後は、1963年初頭にホテルが閉鎖されるまで、妻が1人で運営していた。このホテルは客室のほかに、1階に小さなビストロがあった。クロード・モネやカミーユ・ピサロが宿泊していたことから、マダム・ラシューは芸術家や作家にこのホテルに泊まることを勧め、絵や原稿を宿代替わりにすることも認めていた。ボヘミアン（ロマ）の芸術家たちには、借りた部屋に好きなように絵を描いたり装飾をしてもよいとしていた。

## ビート・ジェネレーション
1950年代後半から1960年代前半にかけて、ビート・ジェネレーションの作家や芸術家たちがこのホテルに滞在していたことで、このホテルは有名になった。
1957年にアレン・ギンズバーグとピーター・オーロフスキーが初めて宿泊し、その後、ウィリアム・S・バロウズ、デレク・レイモンド、ハロルド・ノーズ、グレゴリー・コーソ、シンクレア・ベイルスが加わった。バロウズはここで『裸のランチ』を完成させ、ブライオン・ガイシンとの生涯にわたる共同作業を開始した。また、イアン・ソマービルがバロウズの「システム・アドバイザー」となり、恋人となったのもこの場所である。ガイシンはバロウズにカットアップの手法を紹介し、ソマービルとともに「ドリーマシン」やオーディオ・テープのカットアップなどの実験を行った。ノーズはここで、カットアップの手法を使って小説『ビートホテル』を書いた。ギンズバーグは、詩『カディッシュ』の一部をこのホテルで書いた。コーソはキノコ雲の形をした詩『爆弾』を書いた。
現在、ビートホテルの跡地には4つ星のルレ・デュ・ヴュー・パリ(Relais du Vieux Paris)という小さなホテルがある。このホテルは自らを「ビートホテル」と称し、ビート・ジェネレーションの著名人の写真が展示されている。
2009年7月、ウィリアム・バロウズの大規模なシンポジウム"NakedLunch@50"の一環として、ジャン＝ジャック・ルベルがビートホテルの記念銘板の除幕を行った。この銘板には、B・ガイシン、H・ノーズ、G・コーソ、A・ギンズバーグ、P・オーロフスキー、I・ソマービル、W・バロウズという7人の著名なビートホテルの住人の名前が書かれており、現在はジートルクール通り9番地の正面玄関横の外壁に恒久的に打ち付けられている。

## 書籍
- The Beat Hotel, by Harold Chapman, gris banal, éditeur (1984)
- The Beat Hotel: Ginsberg, Burroughs, and Corso in Paris, 1957-1963, by Barry Miles (2001) (ISBN 1-903809-14-2) Excerpts
- Beat Hotel, by Harold Norse, Published by Atticus Press, 1983. ISBN 0-912377-00-3.
- The Birth of the Beat Generation: Visionaries, Rebels, and Hipsters, 1944-1960, by Steven Watson. Published by Pantheon Books, 1995. ISBN 0-679-42371-0.